# Cafeteira a vácuo
Uma cafeteira a vácuo. Clássico de design industrial da Abram Games
Uma cafeteira a vácuo produz café usando duas câmaras onde a pressão de vapor e a gravidade produzem café. Este tipo de cafeteira também é conhecido como vac pot, sifão ou cafeteira de sifão, e foi inventado por Loeff de Berlim na década de 1830. Esses dispositivos têm sido usados por mais de um século em muitas partes do mundo. O design e a composição da cafeteira a vácuo variam. O material da câmara é vidro borossilicato, metal ou plástico, e o filtro pode ser uma haste de vidro ou uma tela feita de metal, tecido, papel ou nylon. A máquina de vácuo Napier, apresentada em 1840, foi um dos primeiros exemplos dessa técnica. Embora as cafeteiras a vácuo geralmente fossem excessivamente complexas para o uso diário, elas eram valorizadas por produzir uma bebida clara e eram bastante populares até meados do século XX. As cafeteiras a vácuo continuam populares em algumas partes da Ásia, incluindo Japão e Taiwan. A interpretação Bauhaus deste dispositivo pode ser vista na cafeteira Sintrax de Gerhard Marcks de 1925.

## Funcionamento

Cafeteira a vácuo: a pressão do vapor força a água para a câmara superior

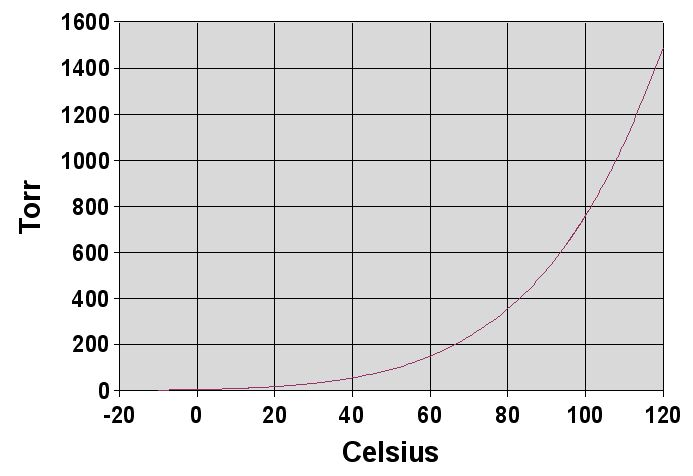
À medida que a temperatura aumenta, a pressão de vapor da água aumenta, aumentando a pressão no fundo do vaso e empurrando a água para cima do sifão. No ponto de ebulição normal de 100°C, a pressão de vapor é igual à pressão atmosférica padrão de 760 Torr (760 mm de mercúrio)

Uma cafeteira a vácuo pode funcionar igual um sifão, onde o aquecimento e resfriamento do recipiente inferior altera a pressão de vapor da água no recipiente inferior, primeiro empurrando a água para o recipiente superior, permitindo que a água caia de volta no recipiente inferior.
Notadamente, uma vez que a água na câmara inferior está quente o suficiente para que sua pressão de vapor (a pressão exercida pelo componente de vapor de um líquido) exceda a pressão de uma atmosfera padrão, parte dela começa a ferver, transformando-se em vapor de água. Como a densidade do vapor d'água é cerca de 1-2000 da da água líquida, a mistura de ar e vapor d'água na câmara inferior se expande rapidamente e, quando a nova pressão excede a pressão atmosférica, empurra a água restante para cima pelo tubo de sifão para dentro. a câmara superior, onde permanece enquanto a diferença de pressão entre as câmaras superior e inferior for suficiente para sustentá-la (cerca de 1,5 kPa ou 0,015atm). Esta diferença de pressão é mantida durante a infusão através do aquecimento contínuo da câmara inferior. Os grãos de café são adicionados à água na câmara superior.
Quando o café termina de infusão (cerca de 60 segundos), o calor é removido e a pressão no recipiente inferior cai, de modo que a força da gravidade (agindo sobre a água) supera a diferença de pressão das câmaras e a pasta de café cai na parte inferior câmara através de um filtro, terminando a infusão. O café pode então ser decantado da câmara inferior; o dispositivo geralmente deve ser desmontado para despejar o café.
A icônica cafeteira Moka funciona igualmente, mas a água é forçada a subir da câmara inferior através de uma terceira câmara intermediária contendo os grãos de café para a câmara superior, que possui uma abertura de ar para evitar que o café retorne para baixo. Além disso, como a água é forçada a subir através de solos compactados, as pressões são maiores. O café preparado é então derramado por cima.

### Equívoco
Os sifões funcionam empurrando (a água está sob pressão – veja pressão hidrostática), não sob tensão, e é a variação da pressão de vapor no vaso inferior, combinada com a pressão atmosférica constante no vaso superior que aciona o sifão. Quando a água esfria, a pressão no vaso inferior cai à medida que o vapor se condensa em água densa, ocupando menos volume e, portanto, diminuindo a pressão.

### Sifão de equilíbrio
Uma variação inicial deste princípio é chamada de sifão de equilíbrio. Esta implementação tem as duas câmaras dispostas lado a lado em um dispositivo tipo balança, com um contrapeso fixado na câmara aquecida. Uma vez que o vapor força a água quente para fora, o contrapeso ativa um abafador acionado por mola que abafa a chama e permite que a câmara inicial esfrie, diminuindo assim a pressão (criando um vácuo) e fazendo com que o café passado vaze para dentro.

### Versão automatizada
Em 2022, a japonesa Tiger Corporation estava trabalhando em uma cafeteira automatizada baseada no princípio da cafeteira a vácuo, a Siphonysta. O aquecimento do Siphonysta é elétrico. As câmaras são feitas de plástico ("resina").

## Galeria de processos

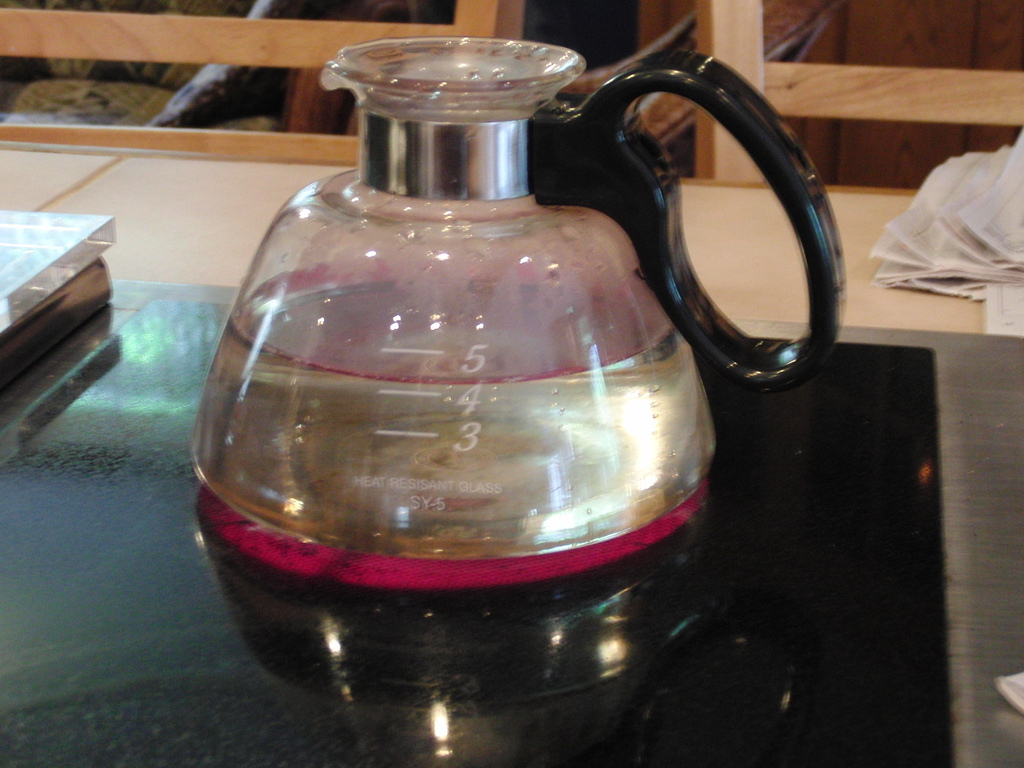
Passo 1: A água é aquecida até ferver na jarra de vidro.
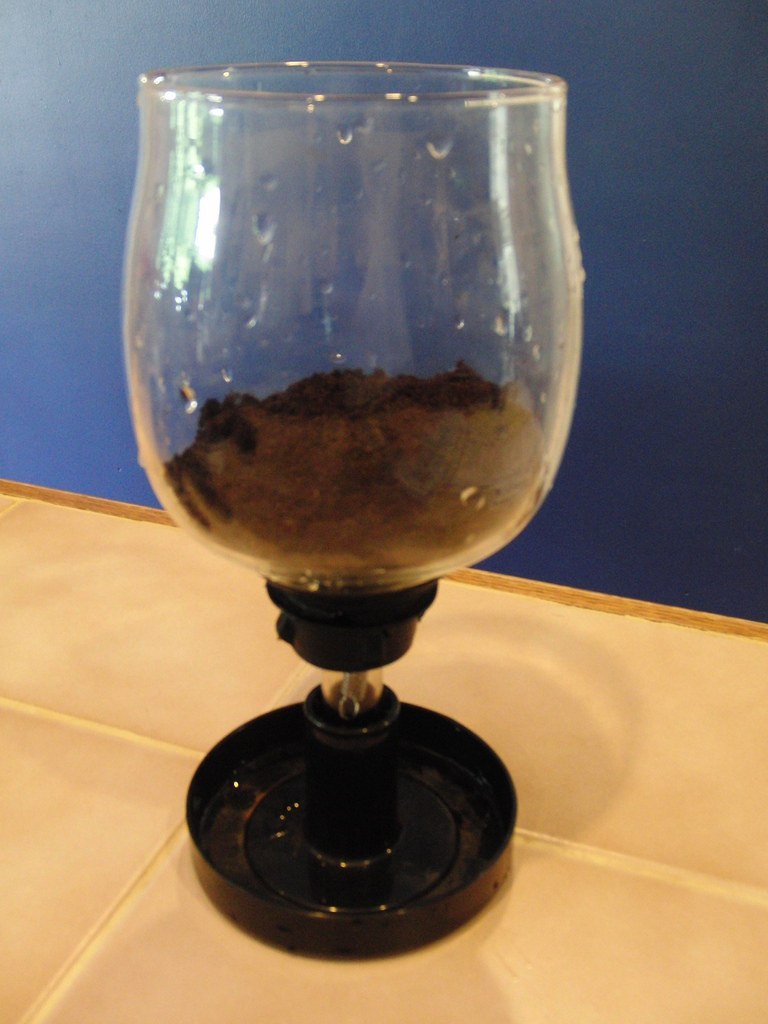
Passo 2: A borra de café é preparada e colocada em recipiente de vidro.
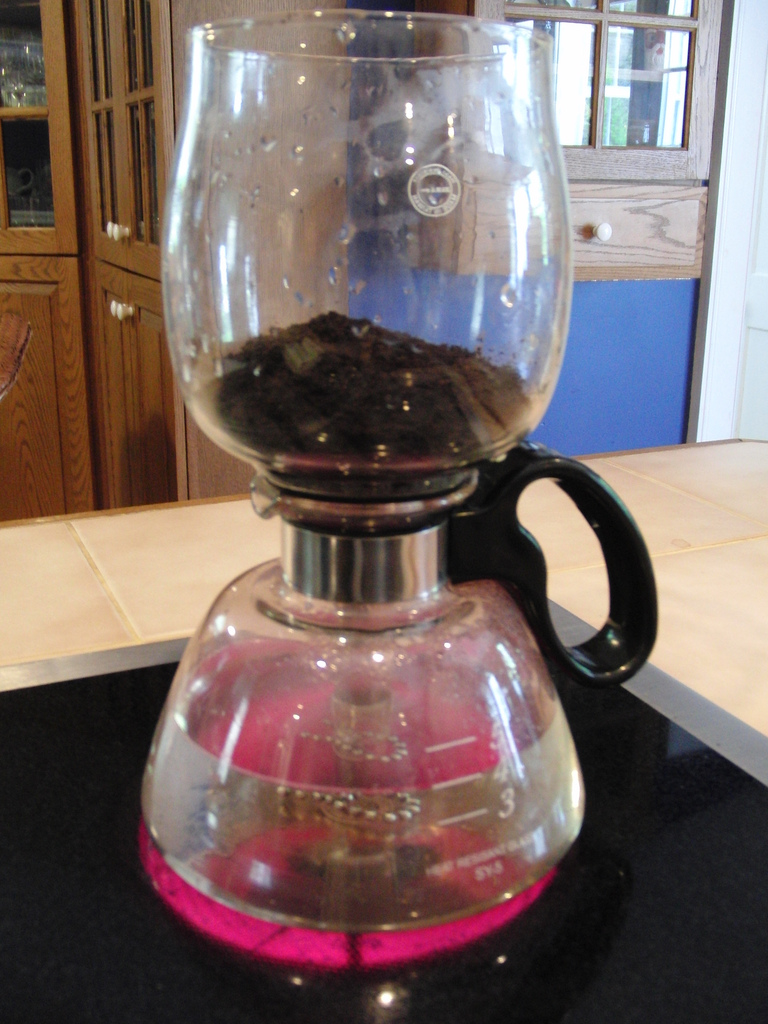
Passo 3: A haste do recipiente de moagem de café é inserida na parte superior da jarra de vidro enquanto a água continua a ferver.
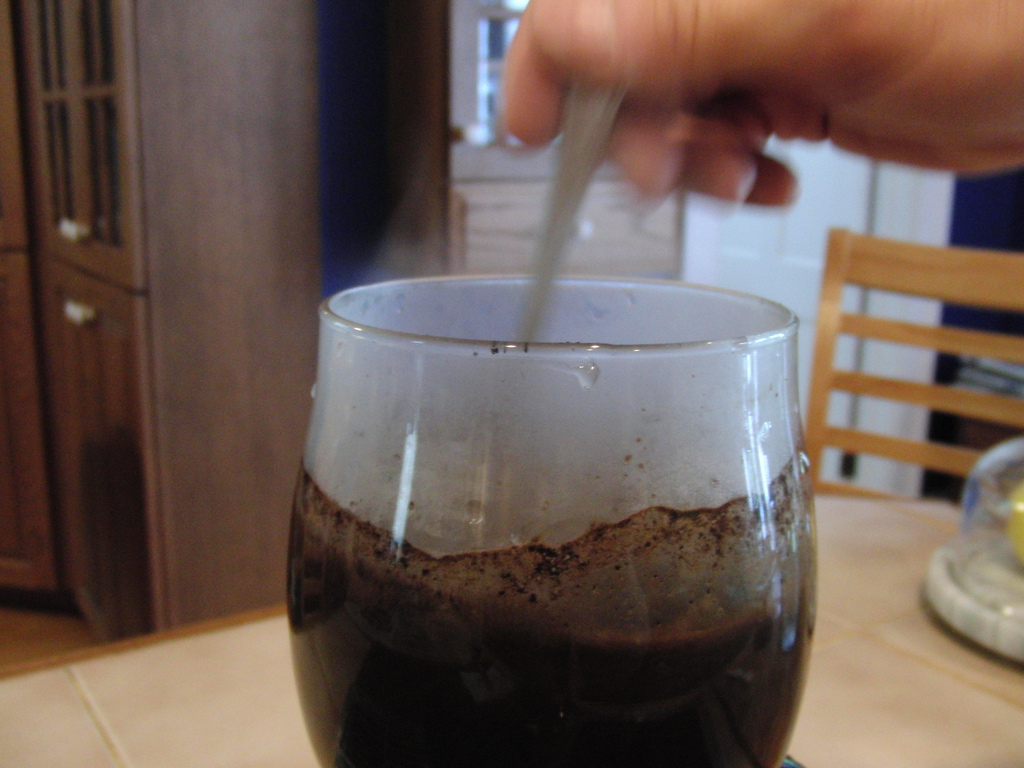
Passo 4: O vapor força a água quente a subir pela haste do recipiente de café moído e se mistura com o café moído. A mistura é então agitada durante um minuto.
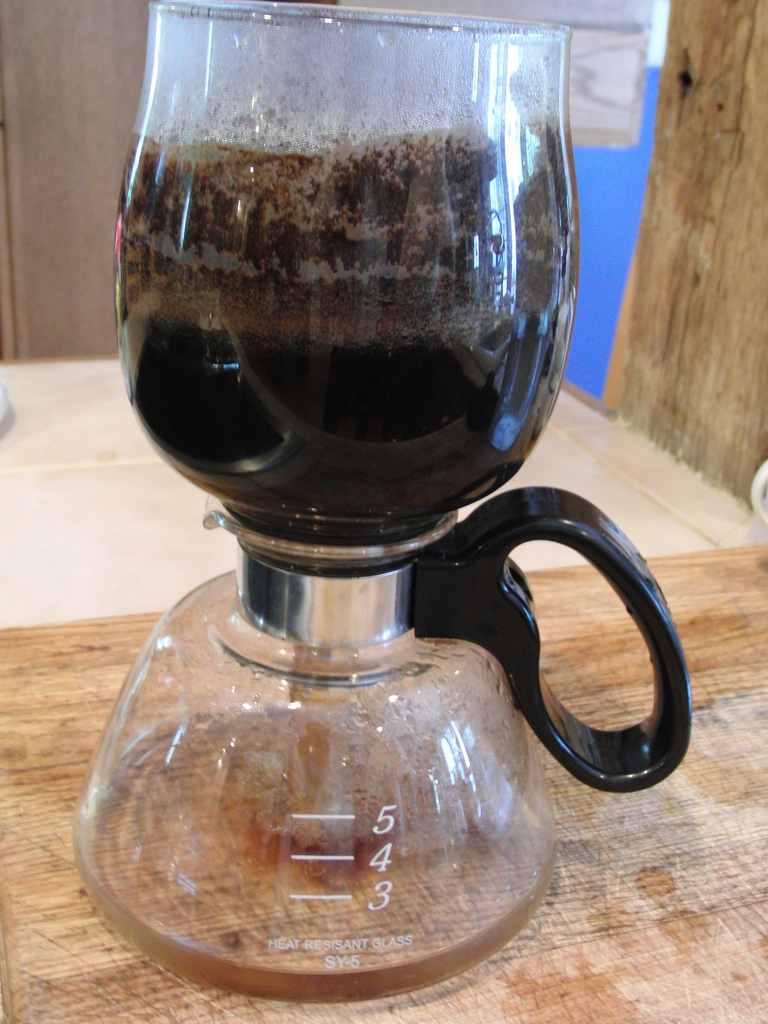
Passo 5: Neste ponto, o café foi totalmente distribuído, mas ainda contém o pó de café. A jarra de vidro é retirada da superfície aquecida.
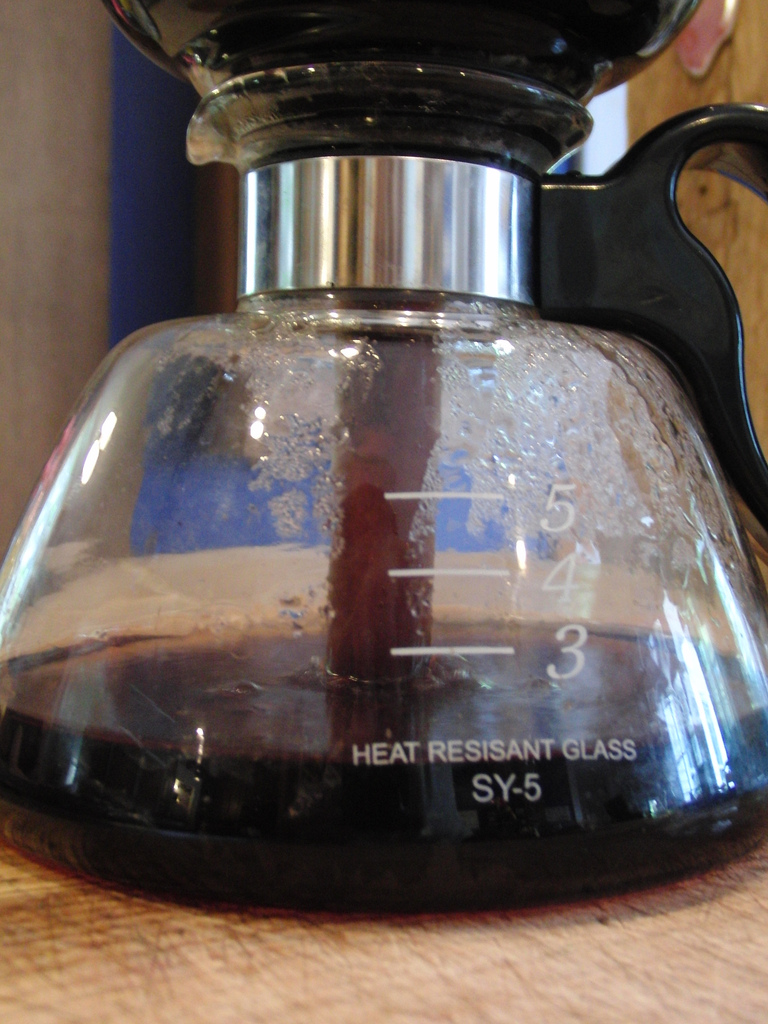
Passo 6: À medida que a jarra de vidro esfria e a água evaporada se contrai, o café moído é puxado através do filtro do recipiente de café moído (por gravidade e diferença de pressão) para dentro da jarra de vidro.
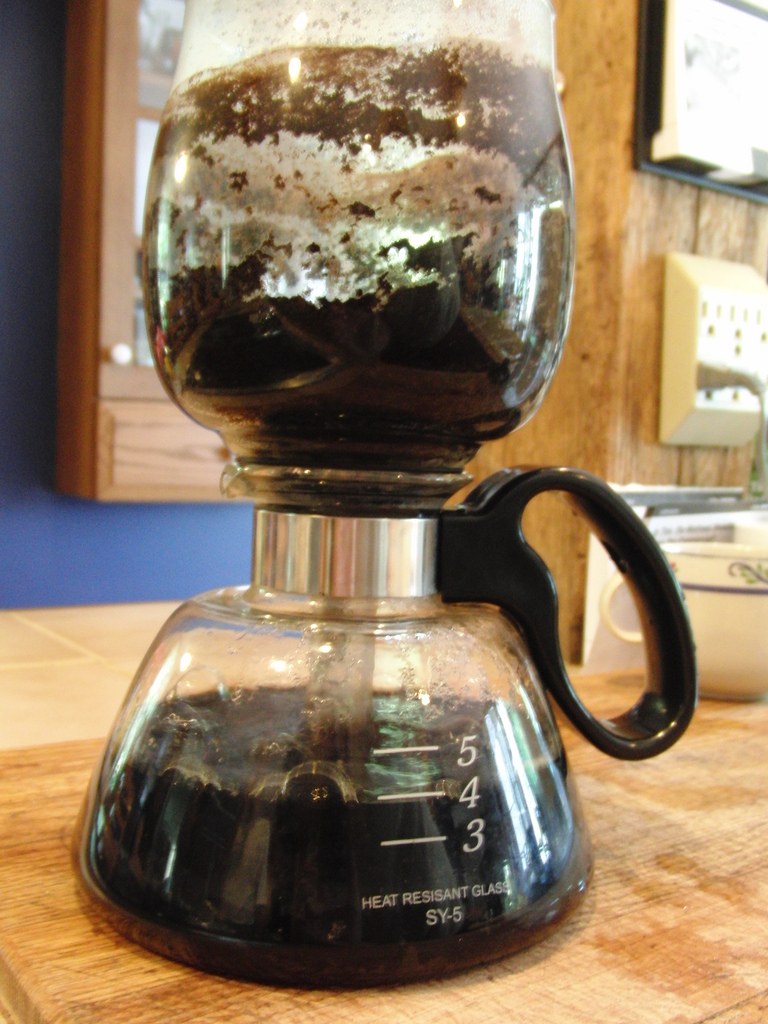
Passo 7: O café preparado está pronto e localizado na jarra de vidro. O recipiente de vidro para borra de café contém borras, que são mais secas (em relação às borras de café filtradas) devido ao sifão também empurrar o ar sobre as borras.